# Тасіуджак
Тасіуджак (англ. Tasiujaq, інук. ᑕᓯᐅᔭᖅ, фр. Tasiujaq) — село у Канаді, у районі Нунавік регіону Північ Квебеку провінції Квебек, на березі бухти у гирлі річки Фей, біля затоки Унгава. Населення села становить 303 людини (перепис 2011 року), близько 93% якого складають ескімоси.
Село є одним з 14 так званих північних сіл (офіційний статус) Квебеку.
У селі є аеропорт, розташований на кілька кілометрів південніше села.

## Історія
Дещо на схід від сучасного села Тасіуджак 1905 року відома французька хутрова компанія «Брати Ревільйон» заснувала пункт скуповування хутра у місцевих ескімосів. 1907 року такий самий пункт тут заснувала Компанія Гудзонової затоки. Ці пункти скуповування були розташовані на давньому шляху, яким місцеві ескімоси пересувалися на своїх собачих запряжках поміж селами Кууджуак та Кангірсук. Однак, обидва пункти так і не переросли у постійний населений пункт й припинили свою діяльність 1935 року.
Після того, як федеральний уряд відкрив школу у селі Кууджак й почав надавати фінансову допомогу місцевим ескімосам, вони почали перебиратися у це зростаюче село. Однак, ресурси для полювання навколо Кууджак були обмеженими й влада Квебеку 1963 року вирішила заснувати нове село у іншому місці для частини ескімосів села Кууджак на південному березі так званого Озера Ліф (Фей) у гирлі річки Фей, де ресурси дикої природи були кращими.
1966 року, перед початком будівництва нового села, ескімоси розділилися у думці щодо того, де саме має бути нове село. Вибір мав бути зроблений між двома місцями — між тим, що було відомим під назвою Qaamanialuk Paanga та місцем колишніх пунктів скуповування хутра компаній «Брати Ревільйон» та Компанії Гудзонової затоки. Вибір спав на Qaamanialuk Paanga бо тутешній берег був доступний для човнів, місцева річка Фінгер (Finger River) давала питну воду й у цьому місці була ділянка території для влаштування злітної смуги майбутнього аеродрому. 1971 року нове поселення було організоване.

## Населення
Населення села Тасіуджак за переписом 2011 року становить 303 людини і для нього характерним є зростання у період від перепису 2001 року
- 2001 рік — 228 осіб[5]
- 2006 рік — 248 осіб[5]
- 2011 рік — 303 особи[2]

Данні про національний склад населення, рідну мову й використання мов у селі Тасіуджак, отримані під час перепису 2011 року, будуть оприлюднені 24 жовтня 2012 року. Перепис 2006 року дає такі данні:
- корінні жителі — 230 осіб,
- некорінні — 15 осіб.

| Мова                                          | Рідна мова | Рідна мова | Володіння офіційною мовою | Володіння офіційною мовою | Мова, якою найчастіше розмовляють вдома | Мова, якою найчастіше розмовляють вдома | Мова, якою найчастіше розмовляють на роботі | Мова, якою найчастіше розмовляють на роботі |
| Мова                                          | 2006       | 2011       | 2006                      | 2011                      | 2006                                    | 2011                                    | 2006                                        | 2011                                        |
| Англійська                                    | 10         |            | 120                       |                           | 15                                      |                                         | 25                                          |                                             |
| Французька                                    | 15         |            | 30                        |                           | 10                                      |                                         | 10                                          |                                             |
| Французька і англійська                       | 0          |            | 40                        |                           | 0                                       |                                         | 0                                           |                                             |
| Англійська і неофіційна мова                  | 0          |            | 0                         |                           | 0                                       |                                         | 0                                           |                                             |
| Французька і неофіційна мова                  | -          |            | -                         |                           | 0                                       |                                         | 0                                           |                                             |
| Інша мова (мови)                              | 230        |            | -                         |                           | 230                                     |                                         | 100                                         |                                             |
| Не володіють ані англійською, ані французькою | -          | -          | 55                        |                           | -                                       | -                                       | -                                           | -                                           |